# Zethus biglumis
Zethus biglumis är en stekelart som beskrevs av Spinosa 1841. Zethus biglumis ingår i släktet Zethus och familjen Eumenidae. Utöver nominatformen finns också underarten Z. b. ferrugineus.